# Apón
Apón (špa. Rio Apón) je rijeka u Venezueli.
Apón River izvire u gorju Serranía del Perijá, na istoku Venezuele. U donjem toku teče kroz ekoregiju Vlažne šume Catatumba, nakon čega se ulijeva u jezero Maracaibo.